# Code for Japan
Code for Japan（コード・フォー・ジャパン）は、IT技術を活用した地域課題の解決をめざす非営利団体。市民主体で課題解決を行うコミュニティ作りの支援や、自治体への民間人材派遣などの事業に取り組む一般社団法人である。

## 概要
2013年10月25日設立。団体名は一般社団法人コード・フォー・ジャパン。Code for Japanのコンセプトは、「ともに考え、ともに作る」である。共創に取り組むことで、市民だけで解決できる社会課題や、市民と行政と連携して解決できる社会の促進を取り組んでいる。Code for Japanは、Code for Americaの事業を参考に事業活動しているが、日本独自の課題についてはカスタマイズし対応している。民間のICT人材を地方自治体に短期派遣し、オープンデータ活用などにより課題を解決するプログラム「コーポレートフェローシップ」を行っている。また、神戸市や総務省のデータアカデミーと呼ばれる自治体職員向けのデータ利活用研修も実施している。2018年11月29日に、静岡県裾野市とデータを利活用した政策立案の推進に関するパートナーシップ協定を締結し、自治体の政策立案の高度化について協業を進めている。 各地域への関わりとして、Code for xxxと言われる、各地の名称や、活動名が入ったブリゲードと呼ばれるコミュニティがありお互い連携を図っている。

## 活動

### Code for Japan Summit
- 年に1度のペースで、市民、自治体職員、エンジニア、デザイナーなどシビックテックに関わっている人たちのセッションや、海外の事例を共有する場をCode for Japan Summitの形で開催している。[4]
  - 2014年 東京大学駒場リサーチキャンパスで開催
  - 2015年 豊島区役所旧庁舎で開催[10]
  - 2016年 横浜市金沢区庁舎で開催[11][12]
    - Code for AmericaのMoniqueによるキーノートスピーチでは、地域コミュニティと行政の協働のポイントが語られ、ツールの紹介とともに、You are not alone.という言葉で締められた。
    - 公共システムの開発について、浪江町のフェロー、千葉市役所、神戸市役所などのプレイヤーが発言するなど自治体側からのセッションも複数取り上げられた。

  - 2017年 神戸市しあわせの村で開催[13]
  - 2018年 新潟市新潟国際情報大学新潟中央キャンパスで開催[14]
  - 2019年 千葉市神田外語大学で開催[15]

### 地域フィールドラボ
- 地域フィールドラボ（旧コーポレートフェロー）は、企業で働いている方が在職のまま、自治体の課題に対して、共創活動を通じてオープンガバメントの推進のために、各自治体に派遣できる事業も行である。企業としては自治体職員と共に考え解決する実践の場の研修としての価値があり、自治体としては、民間企業の合理的な考え方、庁内の壁を取り払う効果が狙える。[4][16][7]
  - 2016年度は、千葉市、横浜市、神戸市、鯖江市などの8自治体に、5社11名を派遣している。

### Code for 選挙
- 2017年10月10日公示の衆議院議員総選挙で、1180名の候補者の氏名、年齢、経歴、公約、政策、関係する政党や実績を、オープンデータで作成するプロジェクトを開催。オープンデータによって、透明性が向上することを目的とし、Wikipediaに情報を登録した。プロジェクトは、中立的な立場でデータ整備を進めた。2017年度VLED勝手表彰の優秀賞を受賞。[17][18]

### データアカデミー
地方自治体職員を対象としたデータ活用研修である「データアカデミー」を総務省と連携して2017年度より実施中。根拠に基づく政策を進めるために実践的な研修を進めている。日本の地域情報化に対する貢献を評され2018年に情報通信月間推進協議会会長表彰のうち情報通信功績賞を受賞している。

### ソーシャル・テクノロジー・オフィサー
社会的課題解決を図るNPO向けに、ICT技術を活用できる人材を創出する取り組みを進めている。

### ブリゲードのネットワーク・連携
Code for Japanが提供する連携プログラムに参加している各地のコミュニティをブリゲードと呼ぶ。ブリゲードは、テクノロジーを活用し、各地の課題を公民連携しながら主体的に解決することをめざす独立した団体として存在し、Code for Japanの下部組織ではなく水平補完的な関係である。Code for Japanは日本各地のブリゲードのネットワーク・連携を推進している。また、ブリゲイド相談会と言う名で、Code for Japan Summitの中でもブリゲード同士が集まって相互に話す場を提供している。

## 公式サイト
- 一般社団法人コード・フォー・ジャパン | Code for Japan
- Code for Japan (@codeforJP) - X（旧Twitter）
- Code for Japan (codeforjapan) - Facebook
- Code for Japan - Flickr
- Code for Japan - YouTubeチャンネル